# مایکل ویلیامز (بازیگر)
مایکل لیونارد ویلیامز (انگلیسی: Michael Leonard Williams; ۹ ژوئیهٔ ۱۹۳۵ – ۱۱ ژانویهٔ ۲۰۰۱) بازیگر بریتانیایی بود. وی بین سال‌های ۱۹۶۱ تا ۱۹۹۹ میلادی فعالیت می‌کرد. از فیلم‌های او می‌توان به یقین کامل اشاره کرد. او همسر بازیگر، جودی دنچ بود.